# 누아두 네크트
누아두 네크트 막 세트너 시흐바크(아일랜드어: Nuadu Necht mac Sétna Sithbac)는 전설에 나오는 에린의 지고왕이다. 라긴의 크림헌 코스크라크의 후손이다. 전 지고왕 에테르스켈 모르를 죽이고 6개월간 통치하다가 에테르스켈의 아들 코나러 모르에게 죽었다. 
『에린 침략의 서』는 누아두 네크트의 치세를 로마 황제 아우구스투스(기원전 27년-기원후 14년)와 동시기, 예수의 탄생 이후로 비정하면서 얼스터 대계의 소왕들인 콘코바르 막 네사, 카르브러 니어 페르, 알릴 막 마타 등과 동시대인으로 만든다. 세흐룬 케틴은 누아두 네크트의 치세를 기원전 64년-기원전 63년으로 비정하고, 『에린 왕국 편년사』는 기원전 111년-기원전 110년으로 비정한다.
누아두 네크트는 피니언 대계의 주인공 핀 막 쿠월의 조상이기도 하다. 누아두 네크트의 아들이 비스그너(Baoisgne)이고 비스그너의 아들이 엘탄(Eltan)이고 엘탄의 아들이 수얼트(Suaelt)이고 수얼트의 아들이 트레운모르(Treunmor)이고 트레운모르의 아들이 쿠월이고 쿠월의 아들이 핀이다. 즉 누아두 네크트는 핀의 6대조가 된다.